# Werner
Werner egy kitalált személy, a német képregények és rajzfilmek ismert és kedvelt szereplője. A karaktert Brösel (Rötger Feldmann) alkotta meg, előbb képregényeiben tűnt fel, majd később négy rajzfilmet is rendeztek Werner világáról. Brösel („Prézli”)a 80-as évek Németországa fiataljainak érzéseit jelenítette meg. Olyannyira így van, hogy az egyik főszereplőt, Andit a saját fivéréről mintázta, aki még a hangját is kölcsönözte rajzfilmbeli másának. A lázadó szellemiségű Werner-történetek legnagyobb mértékben az észak-német területi nyelvváltozatra és annak szlengjére támaszkodnak. (Jellegzetes példa erre a „Moin!”-nal való köszöntés.) 
A leginkább motorkerékpárját szerelgető, általában munkanélküli Werner figurája főleg Brösel saját élményeiből született. Laza stílusa és szabad életmódja miatt gyakran összetűzésbe keveredik a rendőrséggel és a TÜV-vel. Szereti a sört, különösen a Flensburger cég által gyártott Bölkstoff márkát kedveli. Ő a legsikeresebb német képregényfigura: több, mint 10 millió könyvet adtak el róla, a Werner-filmeket pedig 13 milliónál is többen látták.

## Nyomtatásban megjelent
- Werner – Oder was? (1981)
- Werner – Alles klar? (1982)
- Werner – Wer sonst? (1982)
- Werner – Eiskalt! (1985)
- Werner – Normal ja! (1987)
- Werner – Besser is das! (1989)
- Werner – Ohauerha! (1992)

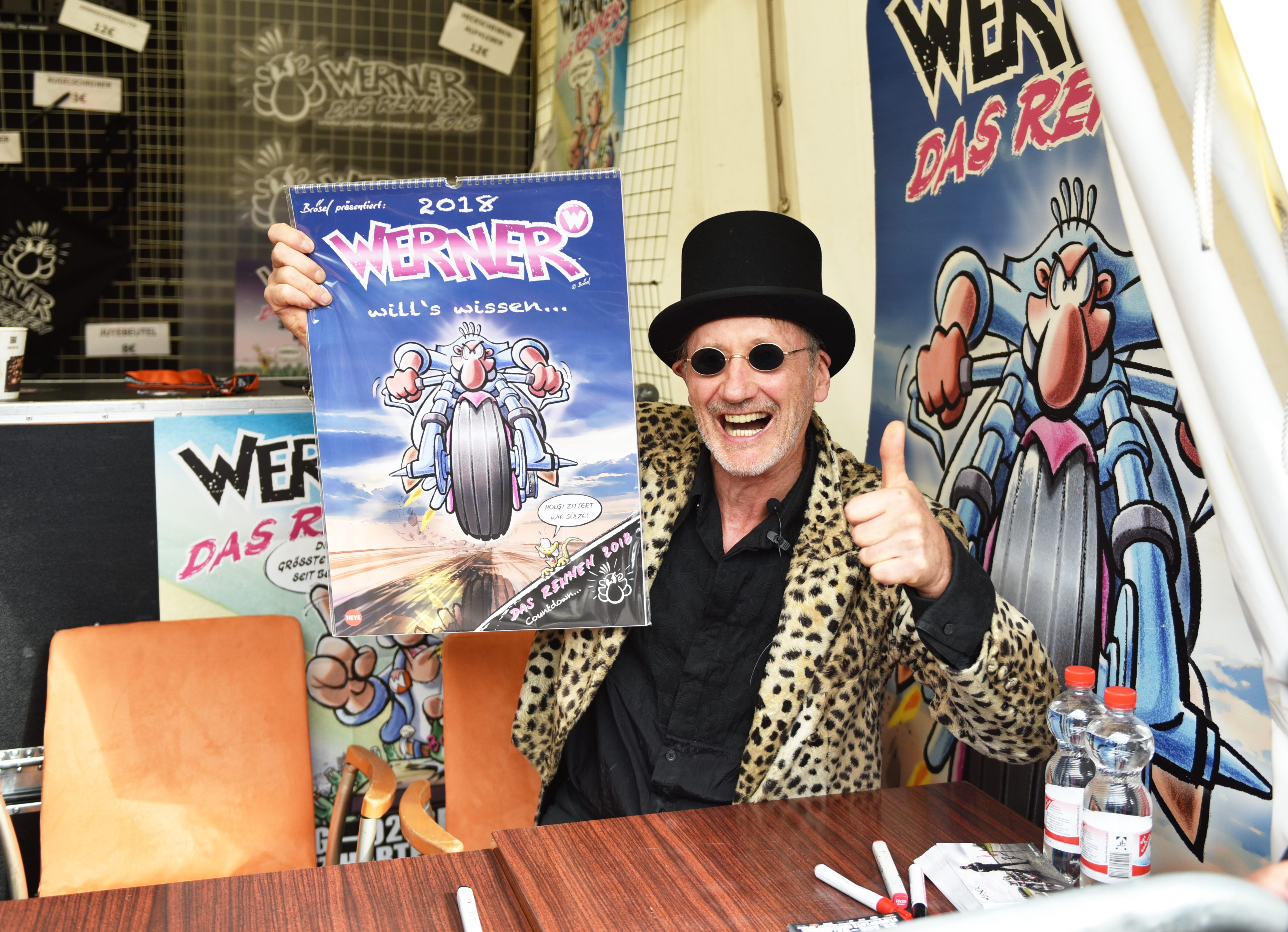
Az alkotó egy kiadvánnyal

- Werner – Wer bremst, hat Angst! (1994)
- Werner – Na also! (1996)
- Werner – Exgummibur! (1998)
- Werner – Volle Latte! (2002)
- Werner – Freie Bahn mit Marzipan! (2004)

## Filmen megjelent
- Werner – Beinhart! (1990)
- Werner – Das muss kesseln! (1996)
- Werner – Volles Rooäää!!! (Fäkalstau in Knöllerup) (1999)
- Werner – Gekotzt wird später! (2003)
- Werner – Eiskalt! (2011)

## Külső hivatkozások
- Hivatalos honlap (németül)
- A Werner – Beinhart! az Internet Movie Database oldalain
- A Werner – Das muß kesseln!!! az IMDb oldalain
- A Werner – Volles Rooäää!!! az IMDb oldalain
- A Werner – Gekotzt wird später az IMDb oldalain
- A Werner – Eiskalt! az IMDb oldalain